# Tubeufia acaciae
Tubeufia acaciae är en svampart som beskrevs av Tilak, S.B. Kale & S.V.S. Kale 1970. Tubeufia acaciae ingår i släktet Tubeufia och familjen Tubeufiaceae.   Inga underarter finns listade i Catalogue of Life.